# 伊塔佩廷
伊塔佩廷是巴西伯南布哥州的一个市镇。总面积405平方公里，总人口13986人，人口密度34.5人/平方公里。